# شازده احتجاب (فیلم)
شازده احتجاب فیلم سینمایی ایرانی به کارگردانی بهمن فرمان آرا ، و با بازی جمشید مشایخی و فخری خوروش است که برپایه رمان شازده احتجاب نوشته هوشنگ گلشیری در سال ۱۳۵۳ ساخته شد.
این فیلم در بخش جانبی پانزده روز با کارگردانان جشنواره فیلم کن ۱۹۷۵ به نمایش درآمد.

## خلاصه فیلم
شازده احتجاب، آخرین بازمانده خاندان قاجار به سل موروثی مبتلا است. مراد، پیشکار سابق شازده و همسرش حسنی هر از گاه نزد شازده می‌روند و مراد خبر مرگ افراد خانواده و خویشان شازده را به او می‌دهد. شبی شازده مراد را در کوچه می‌بیند و وقتی درمی‌یابد که او فقط برای گرفتن پول نیامده است، گمان می‌کند که خبر مرگ خود شازده را آورده‌است.

## بازیگران
- جمشید مشایخی
- فخری خوروش
- نوری کسرایی
- ولی شیراندامی
- حسین کسبیان